# The Joy of Cooking

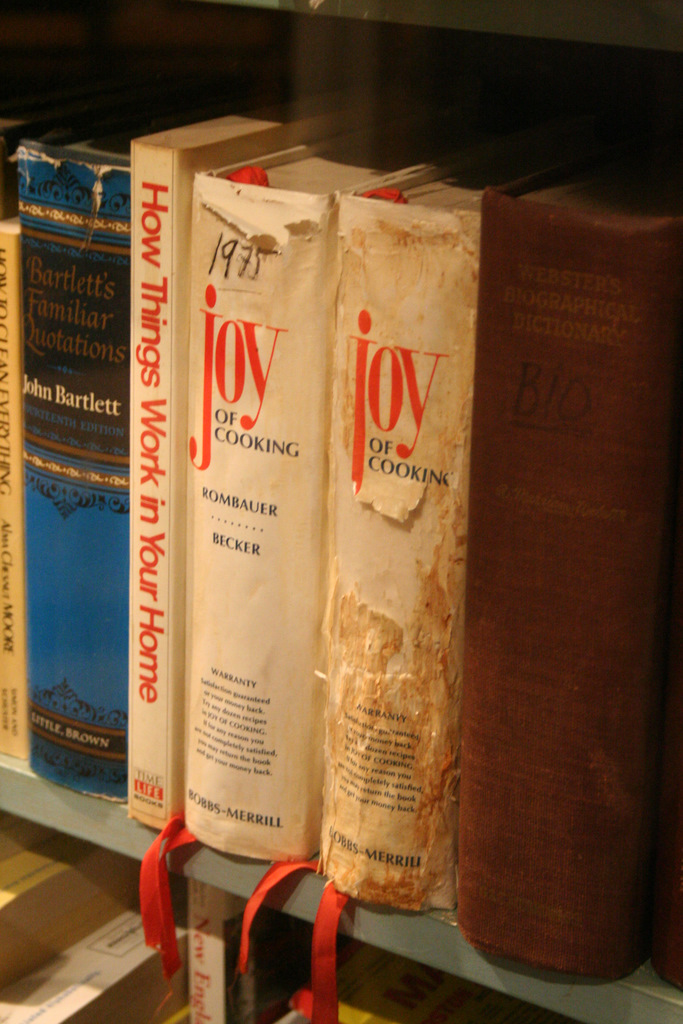
Joy of Cooking

El Joy of Cooking es el libro de cocina más publicado en los Estados Unidos. La primera edición fue escrito por Irma S. Rombauer en 1931. Ediciones posteriores fueron editado por la hija de Rombauer, Marion Rombauer Becker.